# Qiyan

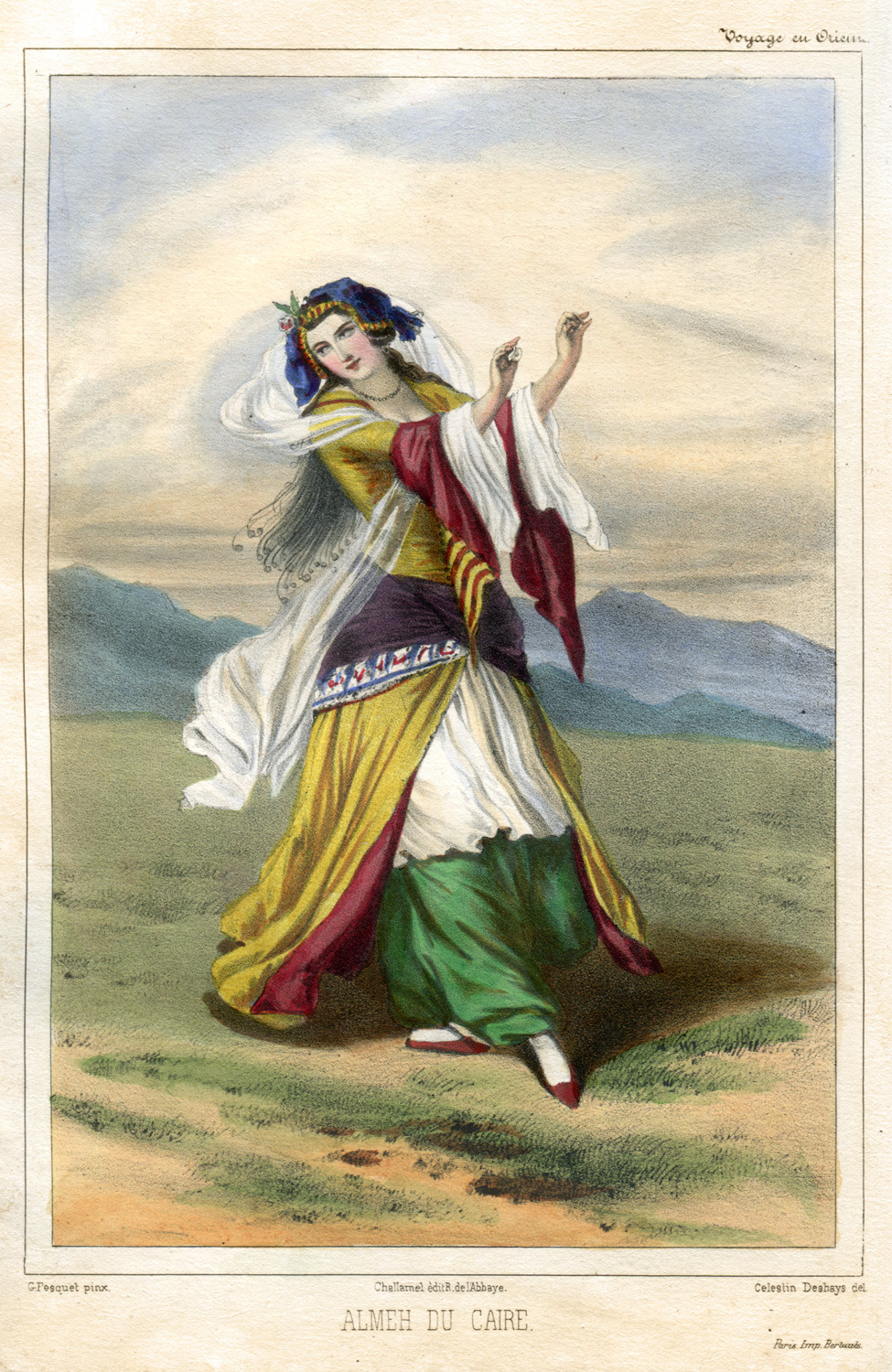
Een dansende almeh in Egypte, midden negentiende eeuw. De almeh waren oorspronkelijk verwant aan de qiyan, maar in de negentiende eeuw werd het een eufemisme voor buikdanseres

De qiyān (enkelvoud qayna) vormden een sociale klasse van onvrije entertainers en maîtresses in de middeleeuwse islamitische wereld. Naar islamitisch recht in die tijd kon elke slaaf gedwongen worden tot het verrichten van seksuele handelingen, maar de qiyān waren daarnaast bijvoorbeeld bedreven in de zang- en voordrachtskunst, het voeren van geestige conversaties, het componeren van muziek of het schrijven van poëzie. Zodoende heeft de klasse van de qiyān raakvlakken met die van de geisha in Japan, maar ook met courtisanes.
In de islamitische literatuur worden de qiyān vaak geassocieerd met losbandigheid. Seks moet inderdaad een belangrijk deel van hun aantrekkingskracht hebben gevormd, maar niettemin mogen ze niet slechts als veredelde prostituées worden beschouwd. In de Angelsaksische wereld wordt qiyān vaak vertaald met 'singing slave-girls', maar ook die definitie is te beperkt omdat ze veel meer deden dan zingen alleen, en ook op gevorderde leeftijd nog actief konden zijn.

## Geschiedenis
Het is niet bekend wanneer de qiyan als verschijnsel ontstonden, maar ze moeten in elk geval reeds ten tijde van de Abassiden een prominente klasse geweest zijn. Mogelijk is onderricht in de kunsten een methode geweest om de marktwaarde van minder aantrekkelijke slavinnen te vergroten. De combinatie van aantrekkelijke slavinnen met een kunstzinnige opleiding moet niet lang daarna voor grote winsten hebben gezorgd. Het gebruik om slavinnen aan het hof voorstellingen te laten verzorgen stamt van veel eerder.
De qiyan waren in elk geval actief aan het hof van de Kalief, mogelijk ook aan lagere hoven en/of huizen van notabelen. Vanwege die vooraanstaande rol is heden nog veel bekend over deze vrouwen en zijn zij van belang voor de geschiedschrijving van de slavernij in de islamitische wereld. Daarnaast komt een groot deel van de uit die periode bewaarde poëzie door vrouwen van qiyan. Deze vrouwen moeten zo bekend zijn geweest dat thans van enkelen nog een bijna volledige biografie is te reconstrueren. Belangrijke middeleeuwse bronnen over de qiyan zijn onder meer een verhandeling van Al-Djahiz, het Kitab al-Muwashsha (Boek van Brokaat) en het werk al-Ima al-shawa'ir (De slaven-dichteressen). Diverse anekdotisch materiaal is te vinden in het Kitab al-Aghani (Boek van Liederen), een encyclopedische collectie liederen en gedichten uit de tiende eeuw, die zo'n 10.000 pagina's moet hebben geteld.

### Opleiding
De qiyan werden voornamelijk in de steden Basra, Taif en Medina opgeleid. De hoven van het Moorse Spanje betrokken hun qiyan aanvankelijk opgeleid uit Medina of Bagdad. Vanaf de elfde eeuw werden ze ter plaatse, in Córdoba, opgeleid.

## Bekende qiyan
- ‘Inān, overleden 841
- ‘Arib al-Ma'moeniyya, 797-890
- Shāriyah, ca. 815-870
- Fadl Ashsha'ira, overleden 871